# 윌리스 캐리어
윌리스 해빌랜드 캐리어(영어: Willis Haviland Carrier, 1876년 11월 26일~1950년 10월 7일)는 미국의 공학자이다. 공기조화 기술(에어컨)의 발명자로 익히 알려져 있다. 1902년 최초의 전자식 공기조화기를 발명하였고, 1915년에는 히터기, 통풍기, 에어컨 전문 생산 유통기업인 캐리어 기업을 설립하였다.

## 생애

### 젊은 시절과 에어컨의 발명
1876년 11월 26일 미국 뉴욕주 이리군 앵골라에서 아버지 듀언 윌리엄스 캐리어(1836~1908), 어머니 엘리자베스 R. 하빌랜(1845~1888)의 아들로 태어났다. 1897년, 버팔로 (뉴욕주)에 있는 버팔로고등학교(BHS)를 졸업헤 코넬 대학교에 입학하였고, 1901년 기계공학 학사학위를 취득하였다. 이후 히터기와 송풍기 등을 제조하는 '버팔로 포지 컴퍼니'에 입사하였고, 목재와 커피콩을 건조시키는 난방 장치 개발에 투입되었다.
1902년 버팔로 포지 컴퍼니의 고객이었던 브루클린의 새킷-빌헬름 석판출판사(Sackett-Wilhelms Lithographing & Publishing Company)에서 의뢰를 받았다. 여름에는 고온과 습기 때문에 용지가 변질되어 출판을 제대로 할 수 없다는 것이었다. 캐리어는 이 문제를 해결하기 위한 기기의 설계도를 제작해 7월 17일에 제출하였는데, 그것이 바로 세계 최초의 공기조화 시스템, 즉 에어컨이다. 이 당시 윌리스 캐리어가 제안한 공기조화 시스템이 오늘날 에어컨의 탄생으로 인정받는 이유는, 습도조절 장치가 추가되면서 다음 네 가지의 기본기능을 갖추게 되었기 때문이었다.
1. 온도 조절
2. 습도 조절
3. 공기 순환과 환기
4. 공기 정화

캐리어는 이후로도 수년간에 걸친 개량과 현장실험을 통해 1906년 1월 2일 '공기 취급 장비'(Apparatus for Treating Air)란 이름으로 미국 특허를 등록하였다. 이는 세계 최초의 분무형 공기조화 장치로서, 처음에는 물을 데우고 한순간 냉각하여 공기중의 습기를 내고 없애도록 하는 장비였다. 공기 취급 장비는 1906년 말 라크로스 내셔널 은행을 시작으로 각 회사에 납품됐다.
1906년 캐리어는 이슬점과의 온도격차를 일정하게 유지시키면 습도도 그에 일정한 비례를 보인다는 사실을 발견한다. 일명 '일정 이슬점 강하 법칙' (law of constant dew-point depression)이라 불리는 이 법칙을 기반으로 캐리어는 자동 이슬점 조절 시스템을 설계하여 1907년 5월 17일에 특허를 출원하였고, 1914년 2월 3일에 최종승인을 받았다.
1911년 12월 3일 캐리어는 미국기계공학협회 연례 모임에서 공기조화에 관한 논문을 발표하는데, 〈합리적 건습 공식〉(Rational Psychrometric Formulae)이란 제목이었다. 이 논문은 상대 습도, 절대 습도, 이슬점 온도의 상관관계를 밝혀내고, 업계에서 주어진 환경에 맞추어 공기조화 시스템을 직접 설계할 수 있도록 그 방향을 제시하고 있었다. 캐리어의 논문은 공기조화 시스템 설계에 있어 가장 기초적인 자료가 되었으며, '건습계의 대헌장'이라는 별명도 붙게 되었다.

### 캐리어 회사
1914년 제1차 세계 대전이 발발하자, 버팔로 포지 컴퍼니는 에어컨 같은 공기조화 시스템 대신 군사물자를 생산하는데 집중하기로 결정하고, 근무 12년차의 캐리어 역시 생산부문에만 집중하도록 지시하였다. 이에 캐리어는 에어컨 전문 회사를 차리기로 결심하고, 동료 기술자 7명과 함께 자본금 32,600달러를 모아 1915년 6월 26일 '캐리어 엔지니어링 회사'(Carrier Engineering Corporation)를 설립하였다. 처음에는 뉴욕에 위치했던 이 회사는 이후 본사를 옮겨 뉴저지주 뉴어크에 자리를 잡게 되었다.
1920년대 들어서 캐리어 회사는 원심형 냉장기를 개발해 판매하였고, 에어컨도 계속해서 출시해 나갔다. 처음에는 산업현장에서만 쓰이던 에어컨도 민간부문으로 진출하기 시작하였다. 1924년 디트로이트의 허드슨 백화점, 1925년 뉴욕의 리볼리 극장에 이어 1928년에는 미국 의회에 캐리어 사의 에어컨이 설치되었고, 1929년에는 백악관에도 진출하였다. 그러나 1929년 10월 주가 대폭락으로 인한 대공황의 여파로 재정적 어려움을 겪게 되었다. 결국 1930년 캐리어 엔지니어링 사는 번스윅-크로셸 컴퍼니, 요크 난방환기 회사와 합병하여 캐리어 코퍼레이션 (Carrier Corporation)이 설립되었고, 윌리스 캐리어는 회장으로 자리를 옮겼다.
대공황의 여파는 에어컨의 판매에도 영향을 끼쳤다. 개인부문과 상업부문 모두 실적이 지지부진해지자, 캐리어 사는 뉴저지주와 펜실베이니아주의 4개 도시에 분산되어 운영되었다. 이후 1937년에 뉴욕주 시라큐스로 본사를 옮기고, 뉴욕주 중앙지역에서 가장 많은 근로자를 거느린 기업으로 등극하였다. 1939년 뉴욕 만국박람회에서는 이글루관을 제작해 관람객들로 하여금 미래의 에어컨을 소개하고자 하였다. 하지만 머지않아 제2차 세계 대전이 발발하면서 큰 호응을 얻지는 못했다.
캐리어는 르하이 대학과 알프레드 대학에서 에어컨을 발명한 공로로 명예박사 학위를 수여받았다. 이후 1950년 향년 73세의 나이로 세상을 떠났다. 캐리어가 사망한 뒤에는 1950년대 경제 부흥기에 접어들면서 에어컨도 비로소 엄청난 인기를 모으기 시작하였다. 1955년에는 건설업자 윌리엄 레빗이 주택 기본사양 중 하나로 에어컨을 채택하면서 급속히 확산되었으며, 같은해 캐리어 사의 매출은 51억 달러를 기록하였다.